# Dado Polumenta
Damir „Dado“ Polumenta (montenegrinisch Дадо Полумента; * 29. August 1982 in Bijelo Polje, Jugoslawien) ist ein montenegrinischer Singer-Songwriter.

## Leben
Polumenta wurde 1982 als Sohn montenegrinischer Bosniaken geboren. Er hat einen Sohn mit dem slowenischen Model Ana Marija Kikoš, mit der er drei Jahre lang zusammen lebte. Wegen Meinungsunterschieden trennten sich die beiden kurz nach der Geburt ihres Sohnes. Im Dezember 2012 heiratete Polumenta die islamische Religionslehrerin Selma Mekić. Nach fünfeinhalb Monaten Ehe, ließ sich das Paar scheiden. Im Juli 2016 gab Dado Polumenta eine neue Beziehung mit Ivona Ivković bekannt. Im Oktober 2016 kam ihre gemeinsame Tochter zur Welt.

## Karriere
Sein erstes Album Jasmina im Jahr 2001 für Best Records war nicht sehr erfolgreich, aber er ließ sich nicht entmutigen. Mit der Hilfe seines Onkels Šako Polumenta, brachte Dado Polumenta 2005 sein zweites Album unter dem Namen 100 Stepeni für Grand produkcija, einer serbischen Musik-Produktions-Firma, heraus.
Bei der Arbeit am dritten Album beendete Polumenta die Zusammenarbeit mit Grand Produkcija und begann eine neue mit dem Musikhaus Gold Music. Einige Monate später brachte er sein drittes Album Volim Te (2007) heraus. Kurz danach bekam Polumenta den Preis Najbolji crnogorski pjevač na dijaspori (dt.: bester montenegrinische Sänger in der Diaspora) am Montefolk Festival 2007.
Nach wenigen Monaten veröffentlichte Dado Polumenta eine überarbeitete Version des Songs Beautiful (Kafa Espresso) von Christos Dantis. In seiner Version erzählt er von seiner konstanten Liebe zu seiner Ex-Freundin Ana Marija, auch wenn es viele schwierige Momente in der Beziehung gab, „wird Ana Marija immer einen besonderen Platz in seinem Herzen haben“.
Ein Jahr später, im Juni 2008, wurde die Single Ljepša Od Noći als Duett mit Šako Polumenta und als Titel des letzteren auf dessen Album Sanjao Sam San... veröffentlicht. Der Song entpuppte sich als einer der größten Hits des Jahres. Kurz darauf veröffentlichte Dado Polumenta die Ballade Moja Srno, die er beim Festival Narodne Muzike 08 in Vogošća, Bosnien und Herzegowina sang.
Im November 2009 veröffentlichte er die Single Fali Mi Ljubav, im Mai 2010 im Duett mit einem der populärsten serbischen Sänger Aca Lukas die Single Sedam Subota als Ankündigung des Albums Buntovnik, welches im November 2010 erschienen ist.

## Diskografie

### Alben
- 2001: Jasmina
- 2005: 100 Stepeni
- 2007: Volim Te...
- 2008: Zauvijek Tvoj
- 2010: Buntovnik
- 2011: Virus
- 2013: Ne Dam Ja Na Tebe
- 2023: Alea

### Singles
| - 2001: Crnogorka - 2005: Ana Marija - 2005: 100 Stepeni (Original: Tarkan – Dudu) - 2005: Ekstaza (Original: Tarkan – Şımarık ; Sample: Sertab Erener – Everyway That I Can) - 2007: Da Sam Tada Bolje Te Znao - 2007: Luče Malo - 2007: Gdje Si Sad - 2007: Kafa Espresso - 2008: Moja Srno - 2008: Ljepša Od Noći (mit Šako Polumenta) - 2008: Dama - 2008: Zauvijek Tvoj - 2009: Fali Mi Ljubav - 2010: Sedam Subota (mit Aca Lukas) - 2010: Od Vina - 2011: Hipnotisan - 2011: Ti nisi prava zena - 2011: Ja volim Balkan (mit MC Yankoo, Mc Stojan & DJ Mladja) - 2012: Ti, Ti, Samo Ti - 2012: Ljubavi Moja (mit Elitni Odredi) - 2013: Samo namigni (mit Viki Miljković) (Original: Silva Gunbardhi – Te Ka Lali Shpirt) - 2013: Ne dam ja na tebe - 2013: Nijedna kao ti - 2013: Ljeto (mit Marko Vanilla) - 2013: Beograd (mit DJ Shone & Elitni Odredi) | - 2014: Guzva je u Gradu - 2015: Ovisan sam o njoj - 2015: Za Tebe Uvjek Biću Tu - 2015: Balkan (mit Rasta & Zuti) - 2016: Dominantna (mit Jala Brat) - 2016: Srce Kad Stane - 2016: Ja Bicu Tu - 2017: Ma Briga Me Za Sve To - 2017: Zene (mit Djani) - 2017: Za Brata Mog (mit Leon) - 2017: Ja Te Volim - 2018: O Tebi - 2018: Od Jadrana Do Beograda (mit Vlada Matovic & Limma) - 2020: Gdje Su Sada Svi - 2021: Rani Me - 2021: Lane - 2021: Kameleon (mit MC Yankoo) - 2021: Barbie (mit MC Yankoo) - 2021: Nema Krize (mit MC Yankoo) - 2022: Moja Je (mit Mahdi) - 2022: Problem - 2022: Fali Mi (mit Ermina) - 2023: Ona Koje Nema (mit Dženan Lončarević) - 2023: Halali (mit Emir Đulović) |

| Personendaten    | Personendaten                                       |
| ---------------- | --------------------------------------------------- |
| NAME             | Polumenta, Dado                                     |
| ALTERNATIVNAMEN  | Polumenta, Damir Dado; Полумента, Дадо (kyrillisch) |
| KURZBESCHREIBUNG | montenegrinischer Sänger und Songschreiber          |
| GEBURTSDATUM     | 29. August 1982                                     |
| GEBURTSORT       | Bijelo Polje, Jugoslawien                           |